# Тлостанов, Владимир Калиметович
Владимир Калиметович Тлостанов (2 мая 1931, Аушигер, Северо-Кавказский край — 14 сентября 1994, Нальчик) — народный депутат СССР, ректор КБГУ.

## Биография
- Народный депутат СССР от Октябрьского национально-территориального избирательного округа № 537 Кабардино-Балкарской АССР.
- Член Комиссии Совета Национальностей по национальной политике и межнациональным отношениям.
- 1967—1973 — директор Кабардино-Балкарского научно-исследовательский институт краеведения (ныне Институт гуманитарных исследований КБНЦ РАН)[2].

- 1973—1994 — ректор Кабардино-Балкарского государственного университета.

## Семья
- Тлостанов, Калимет Тутович (1908—1990) — отец, председатель Совета Министров Кабардинской АССР (1951—1957).
- Каюмова Рано Абдунабиевна (1932—2014) — жена, кандидат филологических наук, доцент, специалист по зарубежной литературе.
- Тлостанова Мадина Владимировна (род. 1970) — дочь, доктор филологических наук, профессор Линчёпингского университета (Швеция), специалист в области постколониального феминизма.